# Hostal de Ferriols
L'Hostal de Ferriols (o de Farriols segons moltes fonts) és una masia del municipi de Puig-reig (Berguedà) inclosa en l'Inventari del Patrimoni Arquitectònic de Catalunya.

## Descripció
Construcció que respon a l'esquema clàssic de masia, amb la coberta a dues vessants i el carener perpendicular a la façana, orientada a llevant. Les obertures són petites finestres allindanades que es distribueixen irregularment al llarg dels murs de la masia, especialment al primer pis. La façana de llevant, la més modificada, té oberta una moderna balconada de fusta fruit de les últimes actuacions fetes a la casa que la van adaptar com a segona residència.

## Història
L'hostal fou construït a començaments del segle xviii al peu del camí ral que des de Manresa arribava a Berga, en un sector prop de la qual es trobaven els camins de Viver, de Merola i de Puig-reig. L'Hostal era propietat de la família Farriols i fou construït per un mestre d'obres de Gironella.